# Rolf Mützenich
Pour les articles homonymes, voir Mützenich.
Rolf Mützenich, né le 25 juin 1959 à Cologne, est un homme politique allemand, membre du Parti social-démocrate (SPD). Il en préside le groupe parlementaire au Bundestag depuis 2019.

## Biographie

### Jeunesse et formation
Il grandit dans l'arrondissement colonais de Kalk auprès d'un père machiniste et d'une mère femme au foyer. Après son Abitur en 1978, il entreprend des études de sciences politiques, d'histoire et d'économie et soutient en 1991 une thèse sur les « zones exemptes d'armes nucléaires et la politique internationale » à l'université de Brême,.

### Carrière professionnelle
Avant sa carrière politique, il travaille dans l'administration publique. Il a d'autre part donné des cours sur le contrôle des armements à l'université de Cologne.

### Parcours politique
Il rejoint le SPD à seize ans en 1975. Élu député en 2002 dans le nord de Cologne, où il succède à Konrad Gilges pour lequel il avait auparavant travaillé, il est continuellement réélu depuis. Alors qu'il est vice-président du groupe SPD au Bundestag depuis 2013, il remplace provisoirement Andrea Nahles à sa tête en juin 2019 puis est formellement désigné président par un vote de son groupe deux mois plus tard. Il est reconduit à ce poste après les élections fédérales en septembre 2021.

### Vie privée
Il est marié et père de deux enfants.

## Prises de position
En juin 2017, il vote en faveur de l'autorisation du mariage homosexuel en Allemagne.
Favorable de longue date au désarmement, il souhaite le retrait des armes nucléaires américaines d'Allemagne. Il s'est en outre prononcé à plusieurs reprises contre l'augmentation des dépenses militaires. En janvier 2018, après qu'il est découvert que les forces turques ont employé des chars allemands à la bataille d'Afrine en Syrie, Mützenich appelle à « renforcer davantage les contrôles sur les exportations d'armement ». Lorsque l'armée turque lance une nouvelle offensive en Syrie en octobre 2019, il remet en cause la place de la Turquie dans l'OTAN et juge nécessaire un embargo européen des ventes d'armes à ce pays.
En mars 2018, il désapprouve la décision du gouvernement Merkel d'expulser quatre diplomates russes à la suite de l'affaire Skripal.